# Ectodini
Ectodini es una tribu de peces cíclidos africanos endémicos del lago Tanganica, de la subfamilia Pseudocrenilabrinae. Contiene once géneros que habitan las zonas más profundas del lago.

## Géneros
- Aulonocranus
- Callochromis
- Cardiopharynx
- Cunningtonia
- Cyathopharynx
- Ectodus
- Grammatotria
- Lestradea
- Ophthalmotilapia
- Xenochromis
- Xenotilapia